# Évry (Yonne)
Évry is een gemeente in het Franse departement Yonne (regio Bourgogne-Franche-Comté) en telt 353 inwoners (2004). De plaats maakt deel uit van het arrondissement Sens.

## Geografie
De oppervlakte van Évry bedraagt 4,5 km², de bevolkingsdichtheid is 78,4 inwoners per km².
De onderstaande kaart toont de ligging van Évry (Yonne) met de belangrijkste infrastructuur en aangrenzende gemeenten.

## Demografie
Onderstaande figuur toont het verloop van het inwonertal (bron: INSEE-tellingen).